# Friedrich (Ururgroßvater Barbarossas)
Friedrich (lateinisch Fridericus) war das älteste bekannte Mitglied der Familie der Staufer.

## Erwähnung
Friedrich wurde in einer Liste von Vorfahren Kaiser Friedrichs I. Barbarossas (Tabula Consanguinitatis) erwähnt, die dieser 1153 durch Wibald von Stablo erstellen ließ.
Friedrich wurde als erster in der Aufzählung genannt, daher ist seine Herkunft unbekannt. Außer seinem Namen wurden keine weiteren Angaben zu seiner Person gemacht. Es ist daher unklar, ob er mit dem gleichnamigen Pfalzgraf Friedrich in Schwaben, der auch Graf im Riesgau war, identisch ist.
Als Sohn wurde Friedrich von Büren genannt.